# Серік Теміржанов
Серік Теміржанов (каз. Серік Теміржанов, 24 травня 1998, Павлодар) — казахський боксер, призер чемпіонату світу серед аматорів.

## Аматорська кар'єра
На Олімпійських іграх 2020 Серік Теміржанов переміг Роланда Галоша (Угорщина) і програв у другому бою Дюку Рейгану (США) — 0-5.
На чемпіонаті світу 2021 завоював срібну медаль.
- В 1/32 фіналу переміг Харгуугийн Енх-Амар (Монголія) — 5-0
- В 1/16 фіналу переміг Рейто Цуцумі (Японія) — 5-0
- В 1/8 фіналу переміг Рохіт Мора (Індія) — 4-1
- У чвертьфіналі переміг Едуарда Савіна (Російська команда) — 5-0
- У півфіналі переміг Освела Кабальєро (Куба) — 3-2
- У фіналі програв Джамалу Гарві (США) — 0-5

На чемпіонаті Азії 2022 завоював срібну медаль, програвши у фіналі Абдумаліку Халокову (Узбекистан).
На чемпіонаті світу 2023 здобув дві перемоги, а у чвертьфіналі програв Сайделу Орта (Куба).